# MP 18/28
MP18/28 a fost primul pistol-mitralieră folosit efectiv în luptă (alături de Pușca Fiodorov/Fedorov), fabricat de Theodor Bergmann Abteilung Waffenbau. Acesta a fost introdus în dotarea trupelor în 1918, de către armata germană, în timpul Primului Război Mondial, ca arma principală a Stosstruppen, grupuri de asalt specializate în lupta de tranșee. Deși producția de MP 18/28 s-a încheiat la sfârșitul anilor 1920, design-ul a stat la baza celor mai multe pistoale-mitraliere fabricate între 1920 și 1960.

## Utilizatori
- Bolivia
- Brazilia
- Columbia
- Coreea de Sud: folosite de Armata de Eliberare din Coreea în timpul celui de-Al Doilea Război Mondial
- Elveția
- Finlanda
- Franța
- Germania
- Germania
- Japonia
- Indonezia
- Irlanda
- Malaysia
- Țările de Jos
- Paraguay
- Polonia
- Portugalia
- Taiwan
- Republica de la Weimar
- Regatul României: Un număr mare de MP 18/28 au fost furnizate Gărzii de Fier și autorităților române de către Sicherheitsdienst și Wehrmacht începând cu septembrie 1940.
- Spania
- Suedia
- Thailanda
- Yemen